# Mario Missiroli
Pour les articles homonymes, voir Missiroli.
Mario Missiroli, né à Bergame le 13 mars 1934 et mort à Turin le 19 mai 2014 (à 80 ans), est un réalisateur de cinéma, de théâtre, et de télévision italien.

## Biographie
Diplômé de l'Académie nationale d'art dramatique, il réalise son premier film, La Belle de Lodi, en 1963, mettant en scène l'actrice Stefania Sandrelli. À cette même époque, au cœur des années 1960, sa carrière s'oriente vers le théâtre. Il est nommé à la tête du théâtre Stabile de Turin, de 1977 à 1985. Il dirige et met en scène des spectacles novateurs et non-conformistes: Eva Peron de Copi, Oh les beaux jours de Samuel Beckett, Le Revizor de Nicolas Gogol, La Locandiera et la trilogie de La villeggiatura de Carlo Goldoni et Le Tartuffe de Molière sont autant d'exemples. Au cours de sa longue carrière dans le théâtre, il est amené à travailler avec les acteurs Ugo Tognazzi, Gastone Moschin et Adriana Asti.
Il meurt à Turin le 19 mai 2014, âgé de 80 ans.

## Filmographie comme réalisateur
- 1963 : La Belle de Lodi (La bella di Lodi)
- 1969 : Ricorda con rabbia (TV)
- 1972 : La morte di Danton (TV)
- 1979 : Zio Vanja (TV)
- 1980 : Lulù (TV)
- 1983 : Delitto e castigo (mini-série TV)

## Filmographie comme scénariste
- 1962 : Journal intime (Cronaca familiare) de Valerio Zurlini